# Annemarie Forder
Annemarie Forder (n. 31 ianuarie 1978, Gold Coast, Queensland, Australia) este o trăgătoare de tir ce a reprezentat Australia, medaliată olimpică. A participat la 2 ediții ale Jocurilor Olimpice (1996, 2000) în care a câștigat o medalie de bronz.